# Резня в Подкамене Рогатинском
Резня в Подкамене (пол. Zbrodnie w Podkamieniu) — массовое уничтожение бойцами УПА польского гражданского населения в населённом пункте Подкамень, происходившее в два этапа: 9 и 19 февраля 1944 года.

## Предыстория
После начатой отрядами Украинской повстанческой армии (УПА) резни поляков на Волыни, пик которой пришелся на июль 1943 года, украинские националисты начали массовые убийства польского населения бывшей Восточной Галичины (ныне Львовская, Ивано-Франковская и Тернопольская области). Первые атаки на польские сёла в этом регионе состоялись ещё в октябре 1943 года, а их усиление произошло в феврале 1944.
По мере роста волны массовых убийств, совершенных украинскими националистами во второй половине 1943 года, многие поляки из Подкаменя уехали в более безопасный Рогатин. Те, кто остался на месте, опасаясь нападения, укрывались в разных убежищах или у соседей-украинцев. В Подкамене Рогатинском не был создан отряд самообороны из-за боязни репрессий со стороны оккупационных властей, в частности — из-за влияния Украинской вспомогательной полиции (постоянные обыски, депортации на работы в Третий рейх).

## Ход бойни
Первое нападение УПА на село произошло 9 февраля 1944 года. Виновником бойни, вероятно, была сотня УПА «Сероманцы» (командир Дмитрий Карпенко-«Ястреб»), в результате которой погибло 16 поляков.
Вероятно, эта же сотня УПА вернулась в село 19 февраля в 18-20 часов вечера и снова учинила резню. Поляков убивали ножами, топорами, молотками и вилами, расстреливали только тех, кто пытался бежать. Некоторые из поляков пытались защищаться от нападавших топорами. Согласно отчету УПА, многие поляки не были убиты, потому что нашли убежище у некоторых местных украинцев. Националисты отступили в 2 часа ночи. В ту ночь было убито около 60 человек и сожжено 6 ферм.
На следующий день после преступления в Подкамень прибыла немецкая полиция, сфотографировала тела жертв и уехала. Тела были захоронено в братской могиле, которую позже разорили бойцы УПА.